# Larisa B.C.
Il Larisa B.C., o Larisa Basket, è una società cestistica avente sede a Larissa, in Grecia. Fondata nel 1984, fa parte della polisportiva G.S. Ermīs Agias Larisa (Γ.Σ. Ερμής Αγιάς Λάρισα), gioca nel campionato greco. In origine il nome completo era Gymnastikos Syllogos Agias Ermīs Larisa (Γυμναστικός Σύλλογος Επαρχίας Αγιάς Ερμής Λάρισα). Sullo stemma della squadra è raffigurato Ermes, una delle divinità greche.

## Roster 2020-2021
Aggiornato al 21 febbraio 2021.
|    | Naz.                   | Ruolo | Sportivo            | Anno | Alt. | Peso | Note |
| -- | ---------------------- | ----- | ------------------- | ---- | ---- | ---- | ---- |
| 0  | Grecia (bandiera)      | PG    | Giōrgos Mosialos    | 1997 | 188  | 82   |      |
| 1  | Stati Uniti (bandiera) | P     | Ken Brown           | 1989 | 178  | 73   |      |
| 2  | Stati Uniti (bandiera) | A     | DeVaughn Washington | 1989 | 203  | 102  |      |
| 4  | Stati Uniti (bandiera) | GA    | Brandon Rush        | 1995 | 198  | 102  |      |
| 5  | Grecia (bandiera)      | C     | Thōmas Kōttas       | 1996 | 208  | 113  |      |
| 6  | Stati Uniti (bandiera) | PG    | Jerry Smith         | 1987 | 188  | 86   |      |
| 7  | Grecia (bandiera)      | AP    | Nikos Kamaras       | 1997 | 201  | 91   |      |
| 9  | Grecia (bandiera)      | G     | Giannīs Tsioulkas   | 1997 | 195  |      |      |
| 11 | Stati Uniti (bandiera) | P     | Wes Washpun         | 1993 | 185  | 79   |      |
| 12 | Grecia (bandiera)      | AG    | Michalīs Kamperidīs | 1994 | 206  | 109  |      |
| 16 | Grecia (bandiera)      | GA    | Spyros Mourtos      | 1990 | 198  | 84   |      |
| 21 | Grecia (bandiera)      | C     | Tasos Spyropoulos   | 1995 | 208  | 107  |      |
| 23 | Grecia (bandiera)      | P     | Kōstas Papadakīs    | 1998 | 191  | 78   |      |
| 25 | Stati Uniti (bandiera) | C     | Wesley Gordon       | 1994 | 206  | 100  |      |

### Staff tecnico
| Allenatore: | Nikos Papanikolopoulos         |
| Assistente: | Giannīs Tzīmas, Iōannīs Missas |